# László Sáry

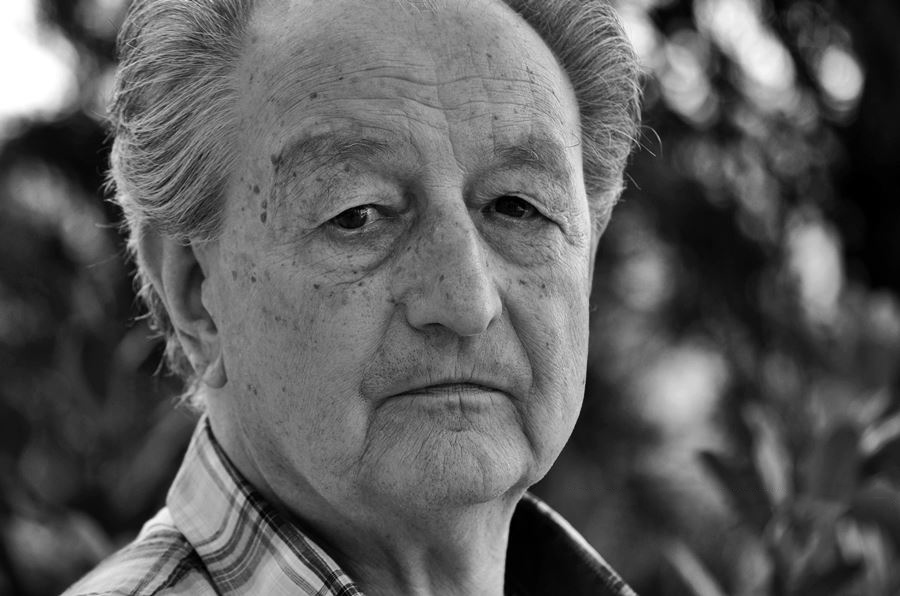
László Sáry

László Sáry (geboren 1. Januar 1940 in Győr (Győrasszonyfa)) ist ein ungarischer Komponist, Pianist und Musikpädagoge, der in Budapest lebt. Sáry ist ein Vertreter der Minimal Music (Musikalischer Minimalismus).

## Leben
Sáry studierte an der Franz-Liszt-Musikakademie in Budapest unter anderem bei Endre Szervánszky. Zusammen mit anderen ungarischen Komponisten wie Zoltán Jeney, László Vidovszky, Péter Eötvös und Albert Simon richtete er 1970 das „Új Zenei Stúdió“ (Studio für Neue Musik) ein, in dem er als Komponist und ausführender Musiker aktiv ist.
In 1972 besuchte er die Darmstädter Ferienkurse für Neue Musik und traf dort auf Christian Wolff, der sein Interesse an neuen Kompositionstechniken und Aufführungsmethoden weckte.
Sáry entwickelte Mitte der 1970er die Sáry-Methode („Sáry módszer – Kreatív zenei gyakorlatok“), die „Übungen zum kreativen Musizieren“. Die Methode soll den Schüler gegenüber der akustischen und musikalischen Umwelt sensibilisieren und will damit Konzepte der Neuen Musik in einer intuitiv zugänglichen Form vermitteln.
Sáry's Methode wurde in Musikschulen eingeführt und wird auch an der
Ferenc-Liszt-Musikakademie gelehrt. Sáry hat seine Methode 1994 auch im MUS-E Projekt eingeführt, ein von der Yehudi Menuhin Stiftung Deutschland getragenes europaweites künstlerisches Programm für Schulen. Sáry vertrat seine Methode auch in Kursen, die er bei Aufenthalten in Japan, Frankreich, Italien, Belgien, Estland gab. Ende 2006 / Anfang 2007 wurde die Methode bei einer Workshopreihe des deutsch-ungarischen Kulturprojekts bipolar in Deutschland vorgestellt.
In den 1990er Jahren war Sáry musikalischer Leiter beim „Katona József Színház“ und lehrte an der Hochschule für Theater und Film in Budapest. Für die Tanzoper „Labyrinth“, die von den Choreographen Gerzson Péter Kovács und Gábor Mihály mit dem „Hungarian State Folk Ensemble“ (Magyar Állami Népi Együttes) im Jahr 2008 in Szene gesetzt wurde, hat er die Musik komponiert.
Sáry hat über achtzig Werke komponiert, darunter drei Kammeropern. Für seine Kompositionen erhielt er 1979 der Kassák-Preis, 1986 den Erkel-Preis (Erkel Ferenc-díj), 1993 den Bartók-Pásztory-Preis (Bartók Béla-Pásztory Ditta-díj). 1998 erhielt er einen dritten Preis beim International Rostrum of Electroacoustic Music (IREM) der International Confederation of Electroacoustic Music (ICEM) und des International Music Council (IMC/UNESCO) sowie im Jahr 2000 die Staatsauszeichnung Érdemes művész.
Sáry ist seit 1998 Mitglied der Széchenyi Akademie der Künste.
Sein älterer Bruder ist der Komponist József Sári.

## Schriften
- Übungen zum kreativen Musizieren. Herausgegeben von Martin Tchiba. Pfau, Saarbrücken 2006, ISBN 978-3-89727-350-4.